# بريان ميتشيل
بريان ميتشيل (بالإنجليزية: Bryan Mitchell)‏ هو لاعب كرة قاعدة أمريكي، ولد في 19 أبريل 1991 في ريدسفيل في الولايات المتحدة.

## وصلات خارجية
- بريان ميتشيل على موقع دوري كرة القاعدة الرئيسي (الإنجليزية)
- بريان ميتشيل على موقعبيزبول رفرنس.كوم (الدوري الرئيسي) (الإنجليزية)
- بريان ميتشيل على موقعبيزبول رفرنس.كوم (الدوري الثانوي) (الإنجليزية)
- بريان ميتشيل على موقع إي إس بي إن.كوم (أم.أل.بي) (الإنجليزية)
- بريان ميتشيل على موقع مشجعي الرسوم البيانية (الإنجليزية)